# 石塚美佳
石塚 美佳（いしづか みか）は、日本の教育学者、言語学者。東京工科大学教授。英語教育学修士。

## 経歴
イリノイ大学アーバナ・シャンペーン校大学院英語教育学修士課程修了後、昭和女子大学附属昭和高等学校専任教員となる。
その後、大妻女子大学講師、麻布大学講師、東京工科大学講師を兼任した。
2000年にカリタス女子短期大学言語文化学科英語・英語圏文化専攻専任講師となり、2003年に東京工科大学専任講師に就任した。
2010年現在同大学コンピュータサイエンス学部准教授。
専門分野は、第二言語習得、外国語教育。

## 略歴
- イリノイ大学アーバナ・シャンペーン校大学院英語教育学修士課程修了
- 昭和女子大学附属昭和高等学校専任教員
- 大妻女子大学兼任講師、麻布大学兼任講師、東京工科大学兼任講師
- 2000年 カリタス女子短期大学言語文化学科英語・英語圏文化専攻専任講師
- 2003年 東京工科大学専任講師。
- 東京工科大学コンピュータサイエンス学部准教授

## 著書
主な著書は次の通りである。

### 共著
- 石塚美佳・沢木泰代・永綱浩二　『そのまま使えるEメールの書き方・使い方』　日本経済新聞社、1995年9月、ISBN 978-4532144142
- JACET SLA研究会　『SLA研究と外国語教育 文献紹介』　リーベル出版、2000年11月、ISBN 978-4897986067
- 伊藤隆他　『世界は今－最新トピックで学ぶ検定英語』　郁文堂、2001年10月、ISBN 978-4261020519
- 石塚・山本　『Study Bear（中学2年編）』、旺文社、2002年
- 石塚・金子　『英検準２級予想問題集』、旺文社、2005年
- JACET SLA研究会　『文献からみる第二言語習得研究』、開拓社、2005年7月、ISBN 978-4758921244
- 小林めぐみ他　『名作映画で学ぶアメリカの心　American Spirits in Movies』、開拓社、2005年7月、ISBN 978-4758921244